# Ravenden Springs
Ravenden Springs è un comune degli Stati Uniti d'America, situato in Arkansas, nella contea di Randolph. Secondo il censimento del 2020 gli abitanti di Ravenden Springs ammontavano a 119.